# مصطفى المراني
مصطفى المراني (بالإنجليزية: Mustapha Lemrani)‏؛ مواليد 2 مارس 1978 في المغرب، هو لاعب كرة قدم مغربي يلعب في مركز الدفاع ل نادي الجيش الملكي ومنتخب المغرب لكرة القدم. بدأ مصطفى المراني مسيرته الرياضية عام 1998 مع نادي شباب المسيرة.

## وصلات خارجية
- Fiche de Mustapha Lemrani sur national-football-teams.com